# 本郷柚巴
本郷 柚巴（ほんごう ゆずは、2003年〈平成15年〉1月12日 - ）は、日本のグラビアアイドル、タレント、元アイドルであり、女性アイドルグループNMB48の元メンバーである。
大阪府出身。seju（GROVE株式会社）所属。

## 経歴
2015年、第2回ドラフト会議チームN 1位指名でNMB48に加入した。
2021年4月28日、『BUBKA』（白夜書房）6月号で初の水着グラビアを披露した。
2022年6月29日、講談社から1st写真集『美しい果実』を発売。同年9月12日から体調不良によって一時休業したが、10月20日には同月28日から活動を再開することを発表した。
2023年4月4日、TeamM「恋は突然やってくる」公演にて卒業を発表。同年5月31日に講談社から2nd写真集『どこを見ればいい?』が発売。同年6月12日に行われたTeamM「恋は突然やってくる」公演をもって、NMB48での活動を終了した。
2023年7月より、seju（GROVE株式会社）所属。

## 人物
- 趣味はギター。
- 特技はジャズポップダンス。
- 好きな食べ物はギョーザとトマト。
- 胸の大きさにも定評があり、夏にグラビアショットを載せた際には「スイカ」と比喩されたこともある[9]。

## NMB48での参加楽曲

### シングル選抜楽曲
- 「甘噛み姫」に収録
  - 儚い物語 - 「Team N」名義
- 「僕はいない」に収録
  - 空から愛が降って来る - 「Team N」名義
- 「僕以外の誰か」に収録
  - 太陽が坂道を昇る頃 - 「研究生」名義
- 「ワロタピーポー」に収録
  - どこかでキスを - 「Team N」名義
- 「欲望者」に収録
  - 阪急電車 - 「Team N」名義
- 「僕だって泣いちゃうよ」に収録
  - 嘘つきマシーン - 「Team N」名義
- 「床の間正座娘」に収録
  - アップデート - 「Team BII」名義
  - 2番目のドア
- 「母校へ帰れ!」に収録
  - ジュゴンはジュゴン - 「Team BII」名義
- 「初恋至上主義」に収録
  - 無限大ノック - 「Team BII」名義
- 「だってだってだって」に収録
  - Be happy - 「Team BII」名義
- 「恋なんかNo thank you!」に収録
  - アイラブ豚まん
  - 青春念仏 - 「Team BII」名義
- 「シダレヤナギ」に収録
  - 落とし穴
  - 選ばれし者たち - 「きゅんmart」名義
- 恋と愛のその間には
  - 夢中人
- 「好きだ虫」に収録
  - なぜ、僕は立ち上がるのか? - 「Team M」名義
  - Time bomb - 「アンダーガールズ」名義

### アルバム選抜楽曲
- 『世界の中心は大阪や 〜なんば自治区〜』に収録
  - 難波愛
- 『NMB13』に収録
  - 青春のラップタイム 2023
  - 想像のピストル

### 劇場公演ユニット曲
チームM 2nd Stage「RESET」公演
- 檸檬の年頃（前座ガールズ）

チームN 3rd Stage「ここにだって天使はいる」
- 何度も狙え!

研究生「届かなそうで届くもの」公演
- 狼とプライド
- 制服が邪魔をする

カトレア組「ここにだって天使はいる」公演
- この世界が雪の中に埋もれる前に

チームN 4th Stage「目撃者」公演
- おNEWの上履き
- フィンランド・ミラクル

チームBII 5th Stage「2番目のドア」公演
- クロス
- 汚れている真実[注 2]
- 僕だけのvalue[注 2]

チームM 4th Stage「恋は突然やってくる」公演
- 記憶のジレンマ

## 出演

### 舞台
- 吉本新喜劇×NMB48 ミュージカル「ぐれいてすと な 笑まん」（2022年5月14日 - 22日、COOL JAPAN PARK OSAKA WWホール / 5月26日 - 29日、明治座）[10]
- 舞台「純平、考え直せ」（2024年2月21日 - 25日、新宿シアタートップス） - カナ 役[11]
- 一騎討ちProject 第六回公演 舞台「あれから」（2024年9月11日 - 15日、赤坂RED/THEATER / 9月21日 - 23日、ABCホール） - 相見りこ 役[12]
- 舞台「アンダースタディ」（2025年4月16日 - 20日、シアター・アルファ東京） - 高村エリ 役[13]

### ラジオ
- おやすみNMB48（2022年1月9日 - 2023年6月11日、FM岡山） - DJ[14]
- オレたちゴチャ・まぜっ!〜集まれヤンヤン〜（2022年4月23日 - 2023年4月16日、MBSラジオ） - ヤンヤンガールズ14期生[15]
- NMB48うーかと柚巴のラジオでマッタリーノ!（2022年5月13日 - 2023年6月9日、RSKラジオ）[16][注 3]

### テレビ
- 競輪LIVE!チャリロトよしもと（2023年10月4日 - 、BSよしもと）[注 4]

### ネット配信
- 頬張る、ドラマ。（2024年1月14日 - 、Steenz TikTok）[18]

## 書籍

### 写真集
- 美しい果実（2022年6月29日、講談社、撮影：Takeo Dec.）ISBN 978-4065286432[4]
- どこを見ればいい?（2023年5月31日、講談社、カノウリョウマ）ISBN 978-4065319666[19][20]

### デジタル写真集
- 大人ゆずはじめました（2023年10月2日、集英社［週プレ PHOTO BOOK］、撮影：矢西誠二）[21]
- Happiness（2023年10月10日、講談社［FRIDAYデジタル写真集］、撮影：菊地泰久）[22]
- ゆずいろの太陽（2023年10月16日、講談社［ヤンマガデジタル写真集］、撮影：佐藤裕之）[23]
- ゆずと僕。（2023年12月2日、ワン・パブリッシング［BOMBデジタル写真集］、撮影：佐藤裕之）[24]
- My Hometown（2024年1月8日、秋田書店［ヤングチャンピオンデジグラ］）
- Innocent Smile（2024年1月9日、双葉社［EX大衆デジタル写真集］、撮影：HIROKAZU）[25]
- あたらしいゆず（2024年1月16日、双葉社［漫画アクションデジタル写真集］、撮影：HIROKAZU）[26]
- 彼女の体温（2024年1月19日、講談社［FRIDAYデジタル写真集］、撮影：青山裕企）[27]
- 恋のため息〜prologue〜（2024年2月5日、集英社［週プレ PHOTO BOOK］、撮影：桑島智輝）[28]
- seju4姉妹（2024年2月5日、集英社［週プレ PHOTO BOOK］、撮影：桑島智輝）共演：桑島海空、大熊杏優、紀内乃秋[29]
- いっしょに遊んで（2024年4月19日、スクウェア・エニックス［ヤングガンガンデジタル写真集］、撮影：HIROKAZU）[30]
- ヤンマガアザーっす！＜YM2024年16号未公開カット＞（2024年5月17日、講談社［ヤンマガデジタル写真集］、撮影：曽根将樹）[31]
- Sunflower（2024年6月4日、光文社［FLASHデジタル写真集］、撮影：岡本武志）[32]
- ヤンマガアザーっす！＜YM2024年21/22号未公開カット＞（2024年6月21日、講談社［ヤンマガデジタル写真集］、撮影：カノウリョウマ）共演：沢口愛華[33]
- 知ってた？ドキドキってうつるんだって（笑）（2024年9月30日、集英社［週プレ PHOTO BOOK］、撮影：小塚毅之）[34]
- ヤンマガアザーっす！＜YM2024年38号未公開カット＞（2024年10月18日、講談社［ヤンマガデジタル写真集］、撮影：岡本武志）[35]
- やっぱゆずが最高やで！（2025年1月21日、双葉社［漫画アクションデジタル写真集］、撮影：佐藤佑一）[36]
- 甘えんぼ。（2025年6月5日、講談社［FRIDAYデジタル写真集］、撮影：Takeo Dec.）[37]
- NEW ME 〜prologue〜（2025年7月28日、集英社［週プレ PHOTO BOOK］、撮影：田口まき）[38]